# Sint-Lidwinakerk (Tilburg)
De Sint-Lidwinakerk was een parochiekerk in de Noord-Brabantse stad Tilburg, gelegen aan de Generaal Kockstraat 4.

## Geschiedenis
Deze kerk werd gebouwd in 1952 naar ontwerp van Kees de Bever. De kerk was bedoeld voor de uitbreidingswijk Oerle.
In 2001 fuseerde de parochie met de Gerardus Majellaparochie en in 2005 werd de kerk onttrokken aan de eredienst en in hetzelfde jaar nog gesloopt.

## Gebouw
Het was een eenvoudig gebouw in traditionalistische stijl, op rechthoekige plattegrond met brede middenbeuk en rondbogige vensters. Boven de voorgevel bevond zich een klokkengevel gedekt met een driehoekig fronton. Ook naast het recht afgesloten koor bevond zich een klokkengeveltje, echter zonder klok. Het geheel was witgeschilderd.